# Дом Беркутова
Дом Беркутова — исторический особняк, жилой дом в центре Казани. Построен в конце XIX — начале XX века. Располагался на бывшей Юнусовской площади. Современный адрес: Казань, ул. Габдуллы Тукая, 69 / ул. Фатыха Карима, 11. Одно из немногих аутентичных сохранившихся деревянных зданий в Старо-Татарской Слободе. Объект культурного наследия муниципального значения Казани.

## Описание
Одноэтажный деревянный дом, на каменном цоколе. Сруб обшит горизонтально досками. Поперечные стены делят главный фасад на прясла в 2–4–2 окон. Выпуски бревен забраны в вертикальную обшивку, поставлены на постаменты и оформлены в виде пилястр с резными капителями. В декоративном оформлении экстерьера сочетаются мотивы татарской народной архитектуры и элементы модерна.
Сохранились однопольные ворота с калиткой, украшенные резьбой. Створка лучковой формы заполнена многолепестковой розеткой в технике пропильной резьбы. Завершение в виде аттика со скатным возвышением в центре украшено глухой небольшой розеткой и зубчатой окантовкой.

## История
Дом был спроектирован для врача 5-й полицейской части Казани Николая Беркутова как городская усадьба: в одной части врач жил, во второй принимал больных. После смерти Беркутова и его жены дом перешел к его приёмному сыну, который его продал. В настоящее время используется как жилое здание для трёх семей.
Дом проектировался академическими проектировщиками, но решён в стилистике традиционного деревенского одноэтажного зодчества.
В 2009 году поставлен на охрану постановлением Кабинета Министров Республики Татарстан от 10.06.2009 № 384 «О перечне объектов культурного наследия (памятников истории и культуры) местного (муниципального) значения, расположенных на территории г. Казани Республики Татарстан».
В 2019 году дом был отреставрирован в рамках фестиваля «Том Сойер Фест». В июле стартовали восстановительные работы, которые продолжались два месяца. За это время участники движения вернули дому исторический облик: перекрасили фасад из зелёного в нежно-голубой цвет, восстановили утраченный ранее аттик и балясины на крыше, починили кровлю дома.

## Галерея

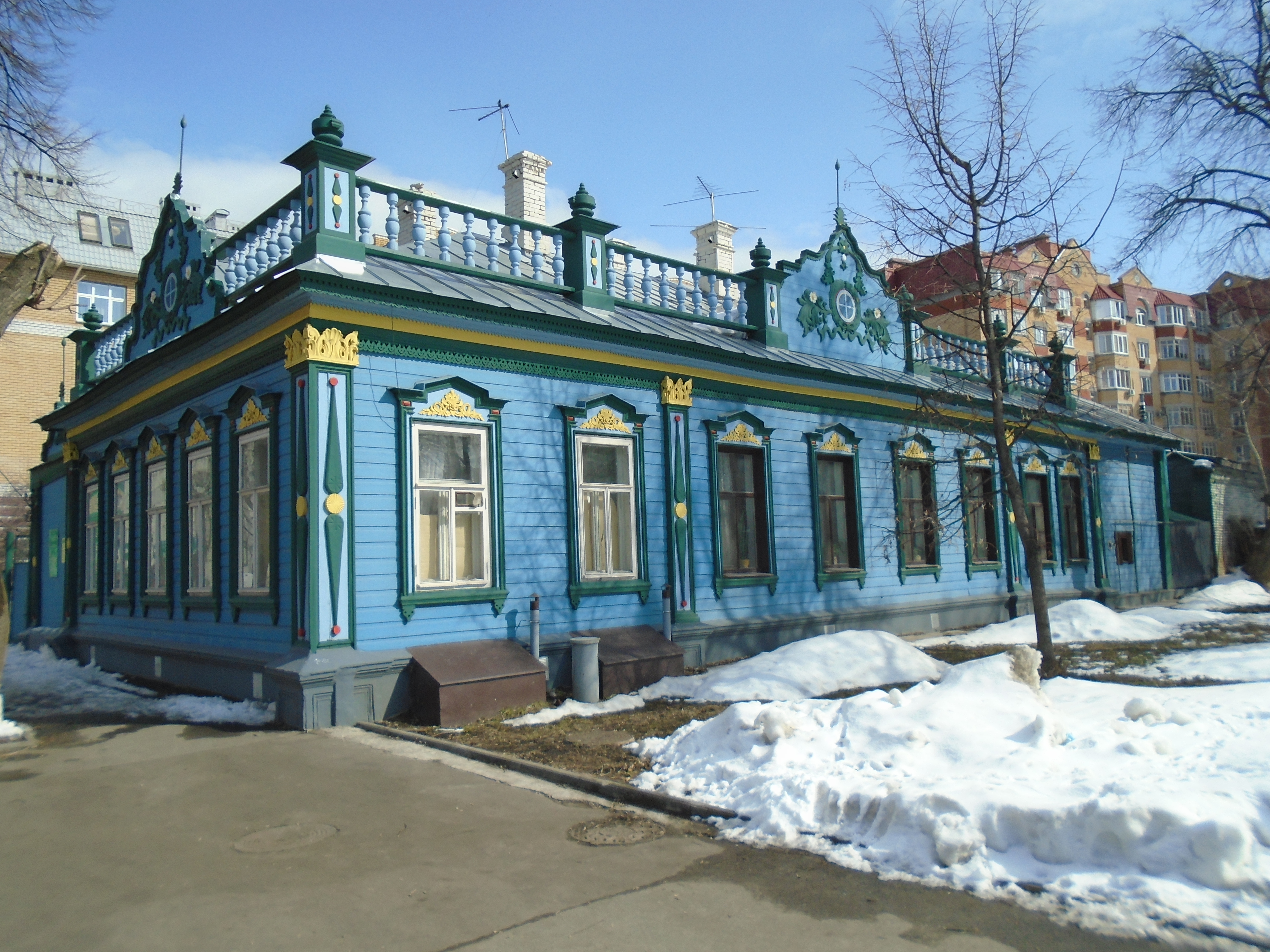
Внешний вид дома после после реставрации
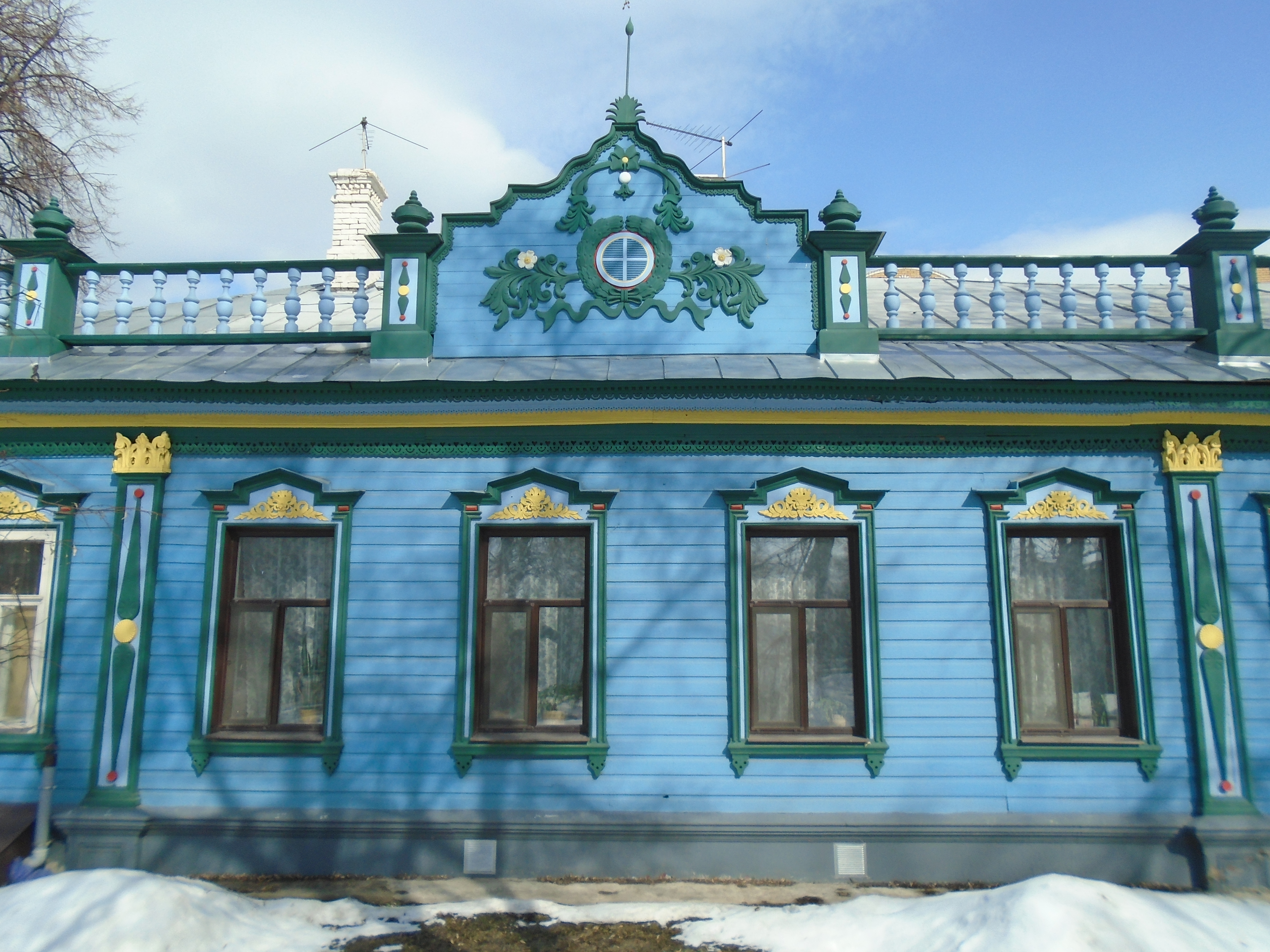
Фасад дома
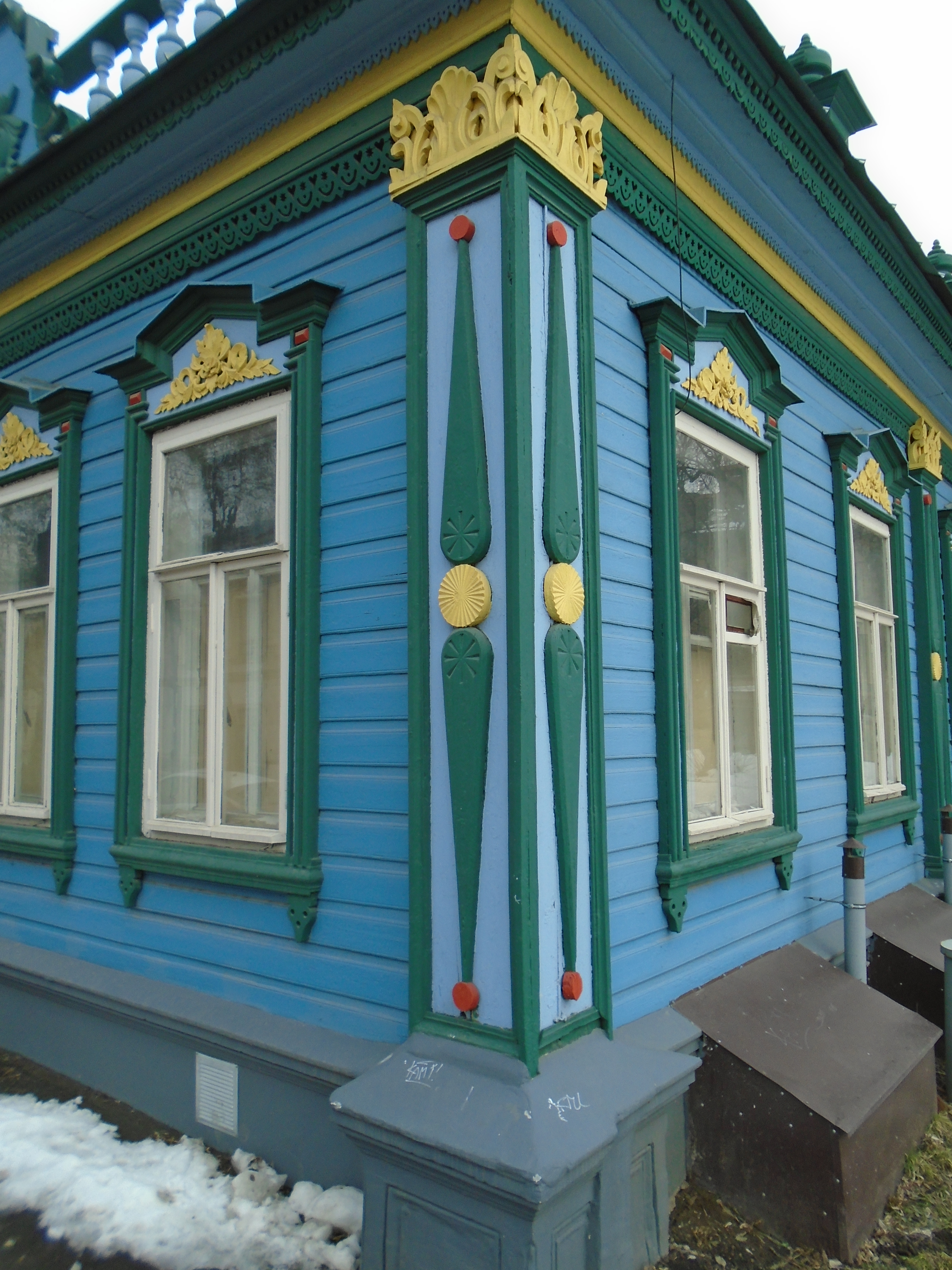
Элементы декора
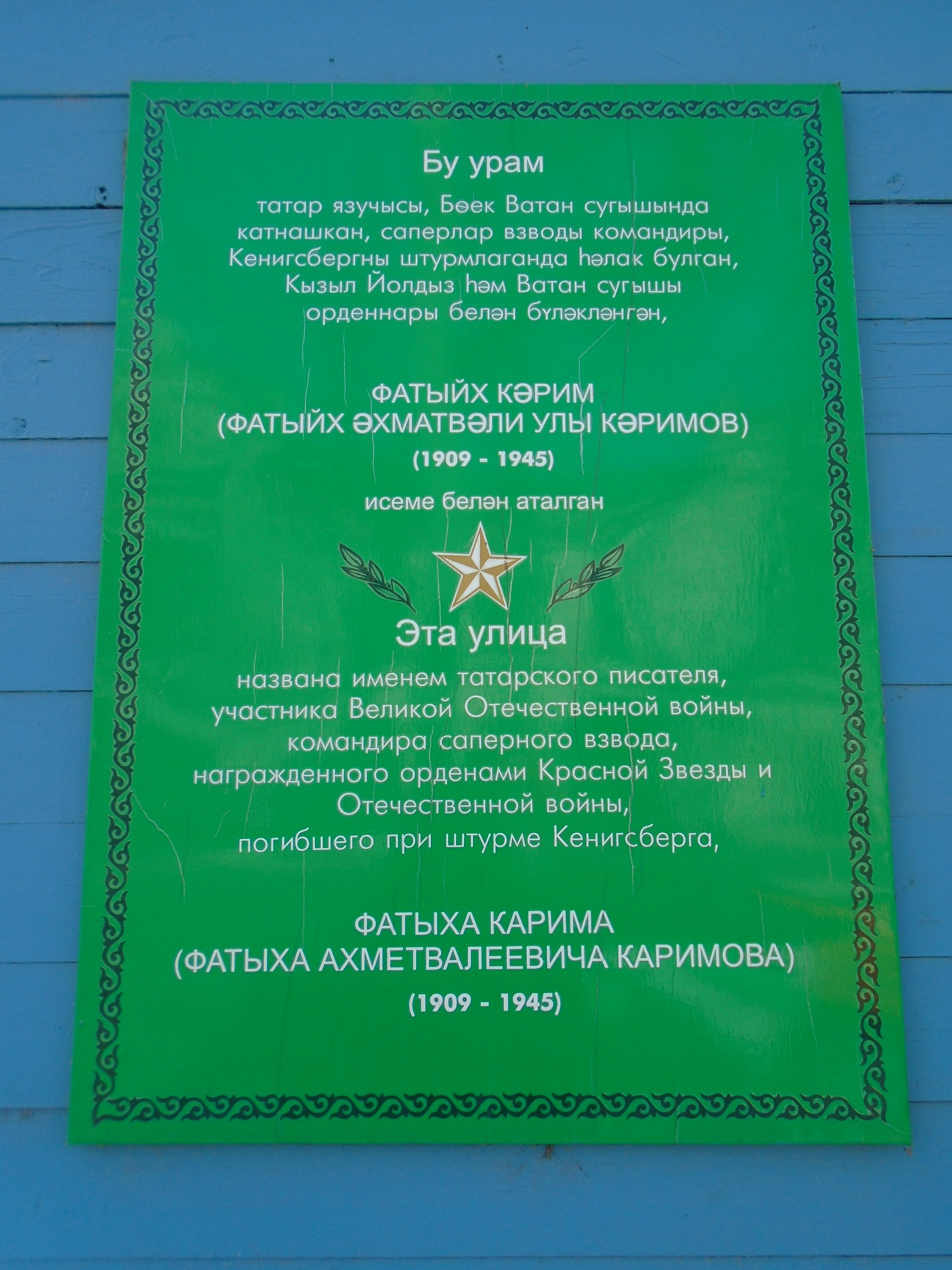
Информационная табличка об улице на фасаде
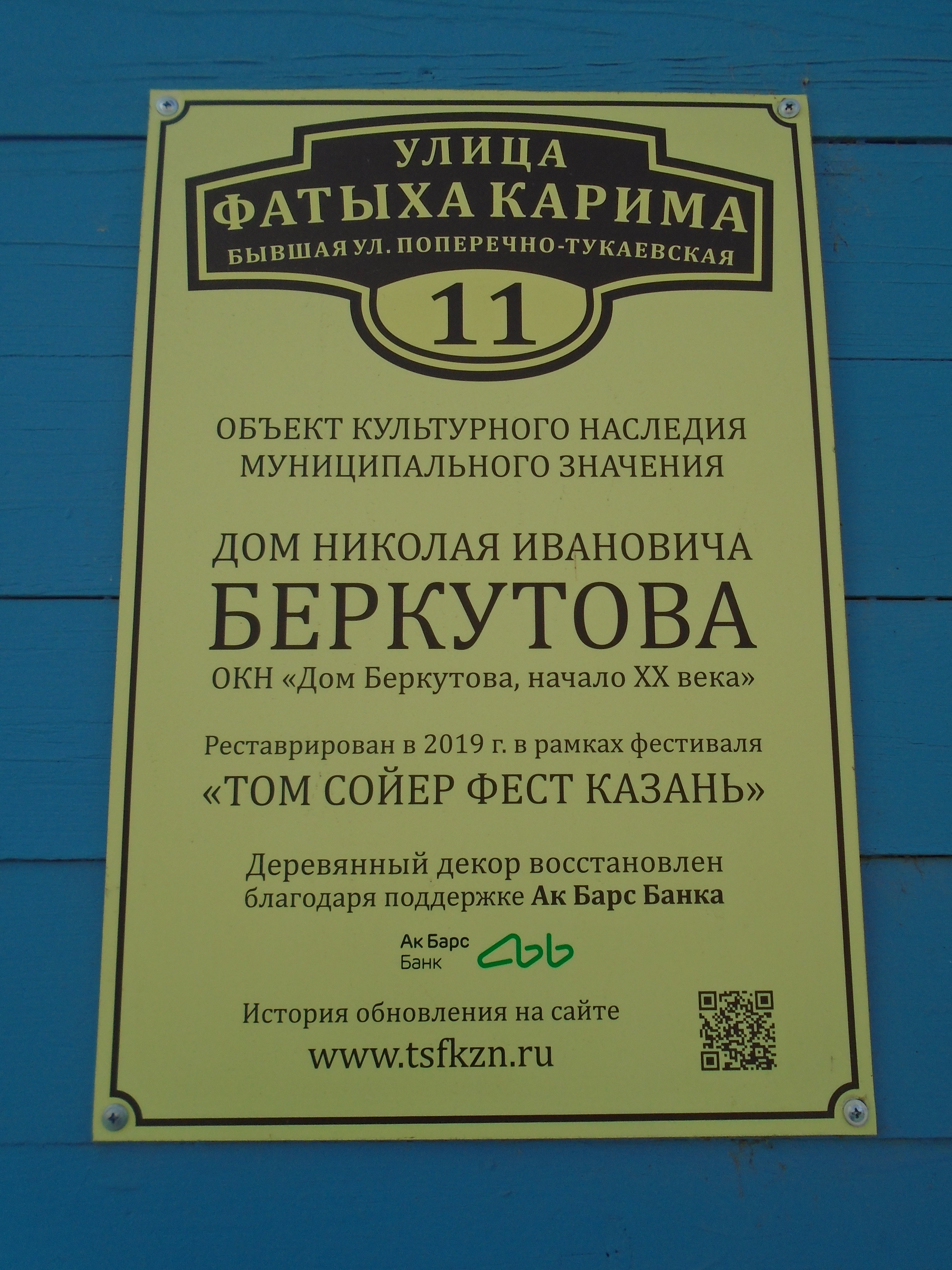
Информационная табличка о реставрации на фасаде